# Trevor Manning
Trevor Wayne Manning  (ur. 19 grudnia 1945 w Wellington) – nowozelandzki hokeista na trawie. Złoty medalista olimpijski z Montrealu.
Był bramkarzem. Zawody w 1976 były jego jedynymi igrzyskami olimpijskimi. W turnieju zagrał w siedmiu spotkaniach.